# Jacquemontia acuminata
Jacquemontia acuminata är en vindeväxtart som beskrevs av Henry Hurd Rusby. Jacquemontia acuminata ingår i släktet Jacquemontia och familjen vindeväxter. Inga underarter finns listade i Catalogue of Life.